# Xander Berkeley
Alexander Harper Berkeley (Nueva York, 16 de diciembre de 1955), conocido como Xander Berkeley, es un actor estadounidense de cine y televisión que ha participado en más de ochenta películas.

## Carrera profesional
Su carrera empezó en 1981 con pequeños papeles y apariciones en series como M*A*S*H*, V, Cagney & Lacey, Remington Steele, Miami Vice, Moonlighting y The A-Team. Más tarde en la década de 1990 fue más conocido por sus papeles en The X-Files, Law & Order, CSI y ER. También protagonizó la web serie The Booth at the End de la que hay dos temporadas.
En el cine, Berkeley ha aparecido en Terminator 2: el juicio final, A Few Good Men, Candyman, Apollo 13, Leaving Las Vegas, China: The Panda Adventure, Gattaca, Air Force One, Sid and Nancy, Spawn, Amistad, Shanghai Noon, Timecode y Taken.
En 2001 Berkeley pasó a formar parte de la serie de televisión 24, donde interpretaba el papel del agente George Mason. Casualmente en los platós de 24 conoció a su mujer, la también actriz Sarah Clarke, cuyo papel en la serie era la de la agente Nina Myers. Berkeley y Clarke se casaron y tuvieron una hija juntos en septiembre de 2006.
En 2008 se unió al elenco de El mentalista como el enigmático sheriff Thomas McAllister. En 2010 es parte del elenco de la serie Nikita. También participó en la sexta temporada de The Walking Dead interpretando a Gregory, el líder de Hilltop.
En 2018 tuvo un pequeño rol en la serie Supergirl, en la cual interpretó al padre del Agente de la Libertad.

### Trabajo de voz
Berkeley ha proporcionado voces para series animadas como Aaahh!!! Real Monsters, Teen Titans, and Gargoyles. También fue la voz de Quentin Beck/Misterio en El Sorprendente Spider-Man, del Capitán Átomo en la película animada  Superman/Batman: Enemigos Públicos, y del Dr. Kirk Langstrom en Son of Batman.

### Premios
En 2013, Berkeley ganó el Premio Streamy "Mejor actuación masculina, drama" por su papel protagónico en la aclamada serie web, The Booth at the End.

## Vida personal
Berkeley es pintor y escultor, así como maquillador. Berkeley conoció a Sarah Clarke en el set de 24 en 2001, y se casó con ella al año siguiente. Berkeley y Clarke viven con sus hijas, Olwyn Harper (nacida en 2006) y Rowan Amara (nacida en 2010), en Maine y en Los Ángeles, California.

## Filmografía

### Películas
| Año  | Título                          | Personaje                                        |
| ---- | ------------------------------- | ------------------------------------------------ |
| 1981 | Mommie Dearest                  | Christopher Crawford (adulto)                    |
| 1982 | Tag: The Assassination Game     | Connally                                         |
| 1985 | Volunteers                      | Kent Sutcliffe                                   |
| 1986 | Sid and Nancy                   | Bowery Snax                                      |
| 1987 | Omega Syndrome                  |                                                  |
| 1987 | Straight to Hell                | Predicador McMahon                               |
| 1987 | The Verne Miller Story          | Cardogan                                         |
| 1987 | Walker                          | Byron Cole                                       |
| 1988 | The Lawless Land                | Ez Andy                                          |
| 1988 | Tapeheads                       | Ricky Fell                                       |
| 1988 | Deadly Dreams                   | Jack Torme                                       |
| 1989 | The Fabulous Baker Boys         | Lloyd                                            |
| 1990 | The Gumshoe Kid                 | Monty Griswold                                   |
| 1990 | Internal Affairs                | Rudy Mohr                                        |
| 1990 | The Assassin                    | John Patrick Earl                                |
| 1990 | Blue Heat                       | Fast Eddie                                       |
| 1990 | The Guardian                    | Detective                                        |
| 1990 | Short Time                      | Carl Stark                                       |
| 1990 | The Grifters                    | Teniente Pierson                                 |
| 1990 | The Rookie                      | Blackwell                                        |
| 1991 | Terminator 2: Judgment Day      | Todd Voight                                      |
| 1991 | Billy Bathgate                  | Harvey Preston                                   |
| 1991 | For the Boys                    | Roberts, Vietnam                                 |
| 1992 | The Gun in Betty Lou's Handbag  | Mr. Marchat                                      |
| 1992 | Candyman                        | Trevor Lyle                                      |
| 1992 | A Few Good Men                  | Capt. Whitaker                                   |
| 1993 | Attack of the 50 Ft. Woman      | Hombre #2                                        |
| 1994 | Caroline at Midnight            | Joey Szabo                                       |
| 1995 | The Fifteen Minute Hamlet       | Shakespeare                                      |
| 1995 | Safe                            | Greg White                                       |
| 1995 | Apollo 13                       | Henry Hurt                                       |
| 1995 | Leaving Las Vegas               | Taxista cínico                                   |
| 1995 | Heat                            | Ralph                                            |
| 1996 | Poison Ivy II: Lily             | Donald Falk                                      |
| 1996 | A Family Thing                  | Hombre con insolación                            |
| 1996 | Barb Wire                       | Alexander Willis                                 |
| 1996 | Apollo 11                       | Buzz Aldrin                                      |
| 1996 | The Rock                        | Lonner (no acreditado)                           |
| 1996 | Bulletproof                     | Gentry                                           |
| 1996 | Driven                          | J.D. Johnson                                     |
| 1996 | Persons Unknown                 | Tosh                                             |
| 1997 | The Killing Jar                 | Danny 'Figaretto' Evans                          |
| 1997 | Air Force One                   | Agente del servicio secreto Gibbs                |
| 1997 | One Night Stand                 | Amigo de Charlie                                 |
| 1997 | Gattaca                         | Dr. Lamar                                        |
| 1997 | Amistad                         | Hammond                                          |
| 1997 | Breast Men                      | Male Interviewer                                 |
| 1998 | The Truth About Juliet          | George                                           |
| 1998 | Phoenix                         | Teniente Clyde Webber                            |
| 1999 | Universal Soldier: The Return   | Dr. Dylan Cotner                                 |
| 1999 | The Cherry Orchard              | Yepihodov                                        |
| 2000 | Timecode                        | Evan Wantz                                       |
| 2000 | Shanghai Noon                   | Nathan Van Cleef                                 |
| 2001 | Storytelling                    | Mr. DeMarco ('Non-fiction')                      |
| 2001 | China: The Panda Adventure      | Dakar Johnston                                   |
| 2001 | The Man from Elysian Fields     | Virgil Koster                                    |
| 2003 | The Third Date                  | Tommy Tulip                                      |
| 2003 | The Stranger                    | Charly                                           |
| 2003 | Quicksand                       | Joey Patterson                                   |
| 2004 | Below the Belt                  | Hanrahan                                         |
| 2004 | In Enemy Hands                  | Almirante Kentz (acreditado como Xander Berkley) |
| 2004 | The Last Full Measure           |                                                  |
| 2005 | Drop Dead Sexy                  | Harkness                                         |
| 2005 | Deepwater                       | Gus                                              |
| 2005 | Standing Still                  | Jonathan                                         |
| 2005 | North Country                   | Arlen Pavich                                     |
| 2006 | The Garage                      | Doc Ruppert                                      |
| 2006 | Champions                       | Tío Doug                                         |
| 2006 | Seraphim Falls                  | Capataz del ferrocarril                          |
| 2007 | Fracture                        | Juez Moran                                       |
| 2008 | Cook County                     | Sonny                                            |
| 2008 | Taken                           | Stuart St. John                                  |
| 2008 | The Toe Tactic                  | Papá                                             |
| 2009 | Sparks                          | Sid Harris                                       |
| 2009 | Year One                        | The King                                         |
| 2009 | The Consultants                 | George                                           |
| 2009 | Repo Chick                      | Aldrich De La Chasse                             |
| 2009 | Superman/Batman: Public Enemies | Captain Atom                                     |
| 2009 | Path Lights                     | Father                                           |
| 2010 | Kick-Ass                        | Detective Vic Gigante                            |
| 2010 | Bedrooms                        | Harry                                            |
| 2010 | Luster                          | Detective Carter                                 |
| 2010 | Below the Beltway               | McMahon                                          |
| 2010 | Faster                          | Sargento Mallory                                 |
| 2011 | Girl Walks into a Bar           | Moe                                              |
| 2011 | Seeking Justice                 | Teniente Durgan                                  |
| 2014 | Son of Batman                   | Kirk Langstrom (voz)                             |
| 2014 | Transcendence                   | Dr. Thomas Casey                                 |
| 2014 | Small Time                      | Chick                                            |
| 2015 | Moments of Clarity              | Artemis                                          |
| 2015 | The Gift                        | Forrest Bobo                                     |
| 2016 | Allegiant                       | Phillip                                          |
| 2017 | Shot                            | Dr. Roberts                                      |
| 2018 | City of Lies                    | Edwards                                          |
| 2018 | Proud Mary                      | Tío                                              |
| 2018 | The Maestro                     | Mario Castelnuovo-Tedesco                        |
| 2019 | The Wall of Mexico              | Michael Rand                                     |
| 2024 | Reagan                          | George Shultz                                    |
| 2025 | No Address                      | Harris                                           |

### Televisión
| Año       | Título                               | Personaje                                      | Observaciones                                                      |
| --------- | ------------------------------------ | ---------------------------------------------- | ------------------------------------------------------------------ |
| 1981      | M*A*S*H                              | Marino                                         | Episodio: "Give 'Em Hell, Hawkeye"                                 |
| 1981      | Open All Night                       | Medfly                                         | Episodio: "Centerfold"                                             |
| 1982      | The Incredible Hulk                  | Tom                                            | Episodio: "A Minor Problem"                                        |
| 1982      | McClain's Law                        | Peter                                          | Episodio: "To Save the Queen"                                      |
| 1982      | Hart to Hart                         | Christopher Hawks                              | Episodio: "Harts on Their Toes"                                    |
| 1982      | Tales of the Gold Monkey             | Eric Fromby                                    | Episodio: "Escape from Death Island"                               |
| 1983      | Remington Steele                     | Charlie                                        | Episodio: "Steele Crazy After All These Years"                     |
| 1983      | The Renegades                        | Gillette                                       | Episodio: "The Big Time"                                           |
| 1983      | Cagney & Lacey                       | Maurice                                        | Episodio: "The Gang's All Here"                                    |
| 1983–1984 | The A-Team                           | Sargento Wilson/Baker                          | Episodios: "The Beast from the Belly of a Boeing" & "Showdown!"    |
| 1984      | Riptide                              | Taxista                                        | Episodio: "The Hardcase"                                           |
| 1984      | Falcon Crest                         | Buzz Whitehead                                 | Episodio: "Strangers"                                              |
| 1984      | V                                    | Isaac Henley                                   | Episodio: "Breakout"                                               |
| 1986      | The Twilight Zone                    | Dave el cómico enfadado                        | Episodio: "Take My Life...Please!"                                 |
| 1986      | Moonlighting                         | Scalper                                        | Episodio: "Symphony in Knocked Flat"                               |
| 1987–1989 | Miami Vice                           | Bailey/Tommy Lowell                            | Episodios: "Like a Hurricane" & "Victims of Circumstance"          |
| 1988      | J. J. Starbuck                       | Robert 'Bobby' Tinch                           | Episodio: "Rag Doll"                                               |
| 1988      | CBS Summer Playhouse                 | Dr. Noah Fredericks                            | Episodio: "Dr. Paradise"                                           |
| 1990      | Father Dowling Mysteries             | Carl Maxwell                                   | Episodio: "The Exotic Dancer Mystery"                              |
| 1990      | Wiseguy                              | Ray Spiotta                                    | Episodio: "Romp"                                                   |
| 1990      | Grand                                | Jeffrey                                        | Episodio: "The Chickens Come Home to Roost"                        |
| 1991      | Super Force                          | Dr. Landru                                     | Episodios: "Come Under the Way: Part 2" & "There's a Light"        |
| 1993      | The Adventures of Brisco County, Jr. | Brett Bones                                    | Episodio: "Riverboat"                                              |
| 1993      | The X-Files                          | Dr. Hodge                                      | Episodio: "Ice"                                                    |
| 1994      | Good Advice                          | Bernard                                        | Episodio: "A Chance of Showers"                                    |
| 1994      | New York Undercover                  | Dr. Carl Weschler                              | Episodio: "Blondes Have More Fun"                                  |
| 1995      | Partners                             | Christophe Nnngaarzh                           | Episodio: "Why Are the Blumenthals Living in My House?"            |
| 1995      | Pointman                             | J. W. Mainwaring                               | Episodio: "'bout Money"                                            |
| 1996      | Nash Bridges                         | Neil Wojak                                     | Episodio: "Genesis"                                                |
| 1996      | The Outer Limits                     | Terry McCammon                                 | Episodio: "Falling Star"                                           |
| 1997      | High Incident                        | Sargento Hackworth                             | Episodio: "No Money Down"                                          |
| 1997      | Women: Stories of Passion            | Jimbo                                          | Episodio: "Reading for Pleasure"                                   |
| 1997      | Players                              | Marcus Flint                                   | Episodio: "Con Law"                                                |
| 1998      | Three                                | Warden                                         | Episodio: "Breakout"                                               |
| 1998      | ER                                   | Detective Wilson                               | Episodio: "Good Luck, Ruth Johnson"                                |
| 2001      | Wolf Lake                            | Carl                                           | Episodio cancelado                                                 |
| 2001      | Going to California                  | Clay Shelton                                   | Episodio: "Lily of the Field"                                      |
| 2001–2003 | 24                                   | George Mason                                   | 27 episodios                                                       |
| 2002      | The Court                            | Keith Nolan                                    | 3 episodios                                                        |
| 2003      | The Twilight Zone                    | Harry Kellogg                                  | Episodio: "The Pharaoh's Curse"                                    |
| 2003      | Karen Sisco                          | Alvin Simmons                                  | Episodio: "The One That Got Away"                                  |
| 2003–2004 | CSI: Crime Scene Investigation       | Sheriff Rory Atwater                           | 5 episodios                                                        |
| 2005      | Law & Order                          | Clay Pollack                                   | Episodio: "Fluency"                                                |
| 2006      | Women in Law                         | Campbell Knox                                  | Episodio: "Pilot"                                                  |
| 2006      | The West Wing                        | Franklin Hollis                                | Episodio: "Institutional Memory"                                   |
| 2007      | Law & Order: Criminal Intent         | George Pagolis                                 | Episodio: "Albatross"                                              |
| 2007      | Standoff                             | Paul Fisk                                      | Episodio: "No Strings"                                             |
| 2007      | Bones                                | Dr. Bankroft                                   | Episodio: "Intern in the Incinerator"                              |
| 2008      | Boston Legal                         | Ayudante del fiscal de distrito Rex Swarthmore | Episodio: "Mad About You"                                          |
| 2008      | Jericho                              | John Smith                                     | 3 episodios                                                        |
| 2008      | Wainy Days                           | Cornelius                                      | Episodio: "Rebecca"                                                |
| 2008      | Criminal Minds                       | Det. Hyde                                      | Episodio: "Memoriam"                                               |
| 2008–2013 | The Mentalist                        | Sheriff Thomas McAllister/ Red John            | 5 episodios                                                        |
| 2009      | Medium                               | Mitchell Slocombe                              | Episodio: "A Person of Interest"                                   |
| 2009      | The Closer                           | Detective Curt Landry                          | Episodio: "Waivers of Extradition"                                 |
| 2010      | Three Rivers                         | 'Sarge' Harold Estes                           | Episodio: "Status 1A"                                              |
| 2010–2012 | Nikita                               | Percy                                          | Rol Principal                                                      |
| 2010–2012 | The Booth at the End                 | El hombre                                      | 10 episodios                                                       |
| 2013      | Being Human                          | Liam McLean                                    | 8 episodios                                                        |
| 2013      | NTSF:SD:SUV::                        | Theodore Dent                                  | Episodios: "The Great Train Stoppery"                              |
| 2013–15   | Longmire                             | Jeremiah Rains                                 | Episodios: "Death Came in Like Thunder" & "Hector Lives"           |
| 2014      | Justified (TV series)\|Justified]]   | Charles Monroe                                 | Episodios: "The Kids Aren't All Right" & "Good Intentions"         |
| 2014      | 24: Live Another Day                 | Voz de Handler                                 | 'Solitary' LAD DVD extra                                           |
| 2014–2015 | Salem                                | Magistrado Hale                                | 14 episodios                                                       |
| 2015      | 12 Monkeys                           | Cor. Jonathan Foster                           | Episodios: "Yesterday" & "Tomorrow"                                |
| 2015      | Aquarius                             | Policía Comisionado                            | Episode: "Old Ego Is a Too Much Thing"                             |
| 2015      | Zoo                                  | Ronnie 'Dogstick' Brannigan                    | 4 episodios                                                        |
| 2015      | Couch Surfing USA                    | Alistar                                        | no salió la serie                                                  |
| 2016–2018 | The Walking Dead                     | Gregory                                        | Guest: (Temporada 6) Coprotagonista: (Temporadas 7–9) 15 episodios |
| 2016–2017 | Talking Dead                         | Himself                                        | 2 episodios                                                        |
| 2018      | Supergirl                            | Peter Lockwood                                 | 1 episodio                                                         |
| 2020      | MacGyver                             | General John Acosta                            | Episodio: "Red Cell + Quantum + Cold + Committed"                  |

### Papeles de voz
| Año       | Título                           | Personaje                       | Observaciones                                                                  |
| --------- | -------------------------------- | ------------------------------- | ------------------------------------------------------------------------------ |
| 1995–1996 | Gargoyles                        | Coldsteel/Iago                  | Episodios: "Legion" & "Possession"                                             |
| 1995–1997 | Aaahh!!! Real Monsters           | Varias voces                    | 12 episodios                                                                   |
| 1996      | Mighty Ducks                     | Phineas T. Viper                | Episodio: "Beak to the Future"                                                 |
| 1996      | The Tick                         | Octopaganini                    | Episodio: "Tick vs. Europe"                                                    |
| 1996–1997 | Life with Louie                  | Voz desconocida                 | Episodios: "Caddy on a Hot Tin Roof" & "Louie's Harrowing Halloween"           |
| 1997      | Duckman: Private Dick/Family Man | Hans                            | Episodio: "Duckman and Cornfed in 'Haunted Society Plumbers'"                  |
| 1997      | Extreme Ghostbusters             | Voz desconocida                 | Episodios: "Bird of Prey" & "In Your Dreams"                                   |
| 1997      | Spawn                            | Mike Stewart/Sacerdote          | (episodios desconocidos)                                                       |
| 1997      | Johnny Bravo                     | Maitre D'/Movie Star/Melvin     | Episodio: "Substitute Teacher/A Wolf in Chick's Clothing/Intensive Care"       |
| 1997      | Superman                         | Sgt . Corey Mills               | Episodio: "Prototype"                                                          |
| 1999      | The Wild Thornberrys             | Barking Deer #2/Stoat           | Episodios: "Born to Be Wild" & "Show Me the Bunny"                             |
| 2001      | Batman Beyond                    | Dr. Chides                      | Episodios: "The Curse of the Kobra: Part 1" & "The Curse of the Kobra: Part 2" |
| 2001      | Justice League                   | General Brak/Dignatario/Soldado | Episodios: "The Enemy Below" & "The Enemy Below: Part II"                      |
| 2003      | Freelancer                       | Dexter Hovis                    | Videojuego                                                                     |
| 2003      | Spider-Man                       | Alcalde                         | Episodio: "Spider-Man Dis-Abled"                                               |
| 2004–2005 | Teen Titans                      | Warp/Mento/General Immortus     | 3 episodios                                                                    |
| 2007      | The Batman                       | Paul                            | Episodio: "Rumors"                                                             |
| 2008–2009 | The Spectacular Spider-Man       | Mysterio                        | 4 episodios                                                                    |
| 2009      | Batman: The Brave and the Bold   | Sinestro                        | Episodio: "The Eyes of Despero!"                                               |
| 2010      | Batman: The Brave and the Bold   | Sinestro                        | Videojuego                                                                     |
| 2010      | Ben 10: Ultimate Alien           | Warden Morgg/Trukk              | Episodio: "...Nor Iron Bars a Cage"                                            |
| 2014      | Beware the Batman                | Manhunter/Paul Kirk             | Episodio: "Unique"                                                             |

### Telefilms
| Año  | Título                               | Personaje              |
| ---- | ------------------------------------ | ---------------------- |
| 1981 | Fire on the Mountain                 | Desconocido            |
| 1989 | L.A. Takedown                        | Waingro                |
| 1991 | Dillinger                            | Copeland               |
| 1991 | Not of This World                    | Bruce MacNamara        |
| 1991 | Murder in High Places                | Wayne                  |
| 1992 | A Private Matter                     | Pete Zenner            |
| 1992 | Deadly Matrimony                     | Kozolowski             |
| 1993 | It’s Nothing Personal                | James Blakemore        |
| 1993 | Donato and Daughter                  | Russ Loring            |
| 1993 | Attack of the 50 Ft. Woman           | Hombre #2              |
| 1994 | Roswell                              | Sherman Carson         |
| 1996 | A Kidnapping in the Family           | Curtis Harrison        |
| 1996 | Within the Rock                      | Ryan                   |
| 1996 | If These Walls Could Talk            | John Barrows           |
| 1996 | For Hope                             | Date #4                |
| 1996 | Apollo 11                            | Buzz Aldrin            |
| 1996 | I'd Lie for You and That's the Truth | Malo                   |
| 1997 | Breast Men                           | Entrevistador          |
| 1998 | Winchell                             | Gavreau                |
| 1999 | NetForce                             | Bo Tyler               |
| 2006 | Magma: Volcanic Disaster             | Peter Shepherd         |
| 2007 | Alibi                                | Teniente Adam Molnar   |
| 2009 | Inside the Box                       | Fred O'Brien           |
| 2010 | Night and Day                        | Jay Graham             |
| 2010 | Day One                              | Clarke                 |
| 2011 | Five                                 | Peter Knowles          |
| 2011 | Inside                               | Hombre de la autopista |
| 2012 | Entanglement                         | Peter Keller           |
| 2014 | Christmas Eve, 1914                  | Charles Dunne          |